# Ларакалла
Ланкійські маври, ларакалла (там. இலங்கைச் சோனகர், трансліт. Ilaṅkaic Cōṉakar; синг. ලංකා යෝනක, трансліт. Lanka Yonaka) — народ Шрі-Ланки. Мешкають переважно у прибережних містах і є третьою по величині етнічної групою країни (становлять 9,3% від усього населення) та складають переважну більшість (понад 90 відсотків) усіх мусульман Шрі-Ланки.

## Історія

Частка ланкійських маврів у Шрі-Ланці за даними перепису населення 2012 року

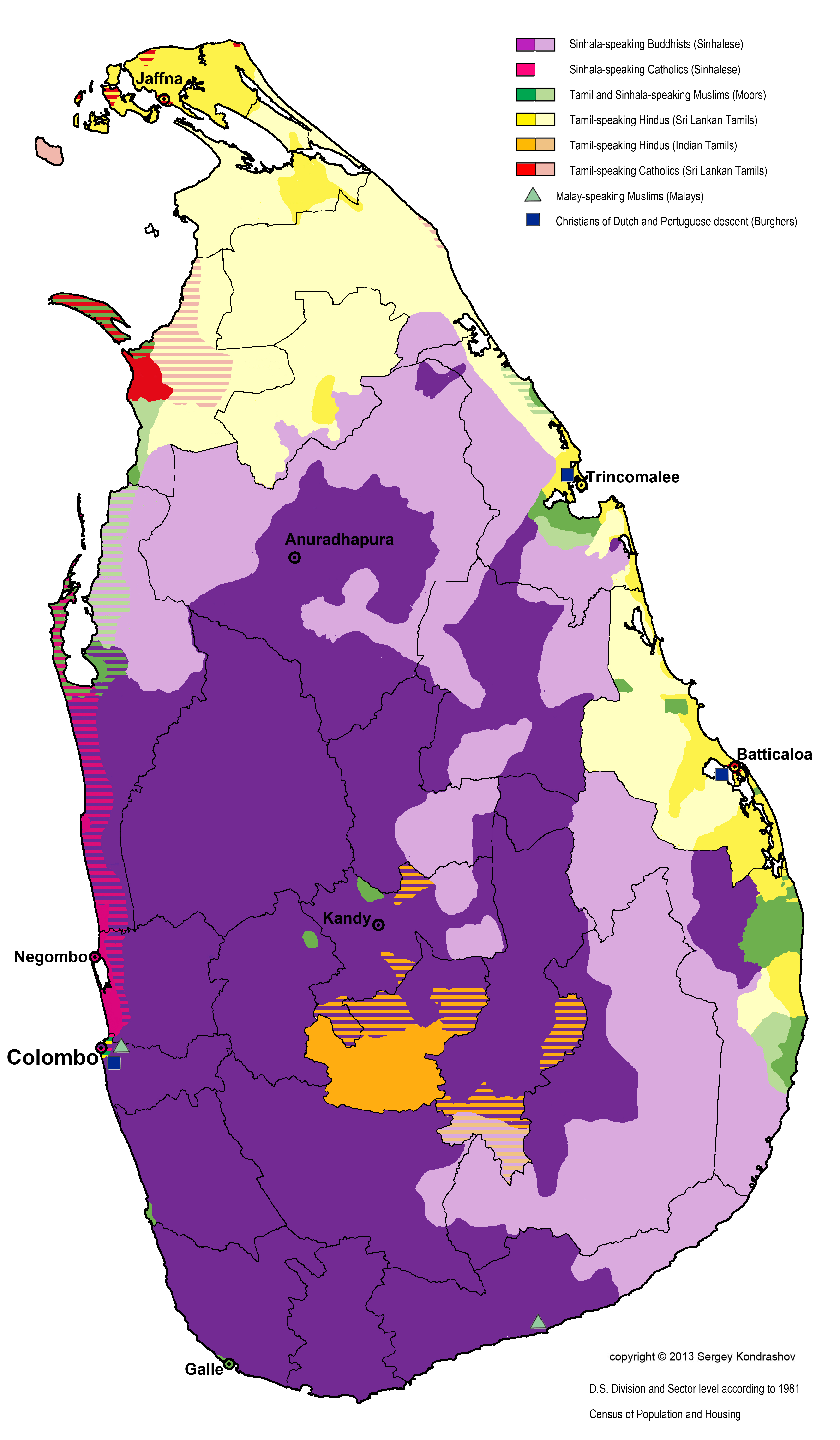
Географічний розподіл мовних та релігійних груп населення Шрі Ланки згідно з даними перепису населення 1981 року

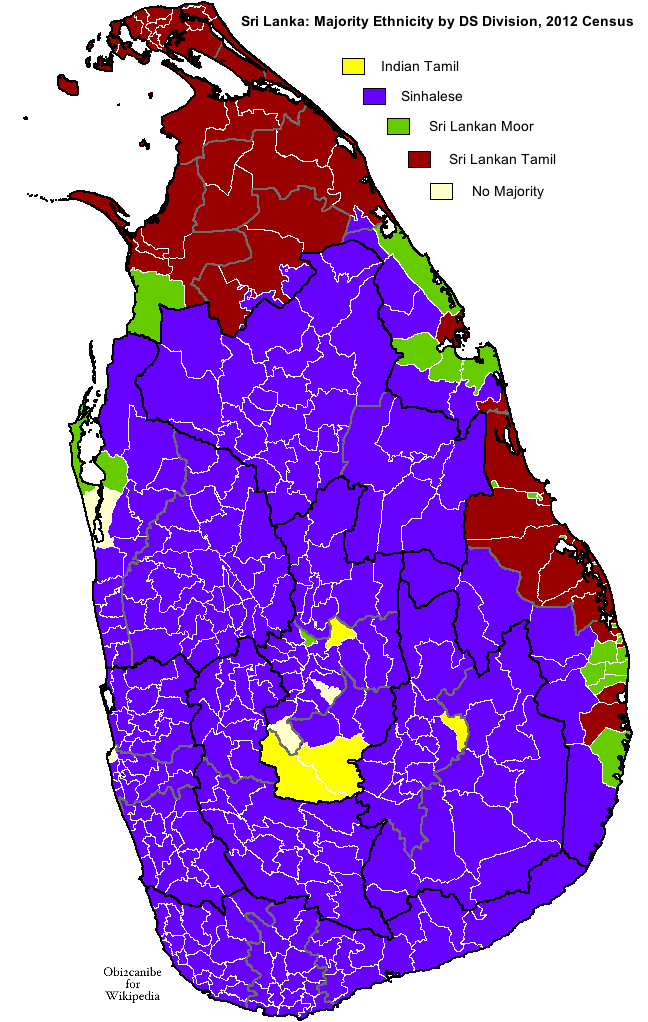
Етнічна приналежність за переписом 2012 року. Ланкійські маври зеленим кольором

У 8 столітті на Цейлон почали проникати араби, особливо багато їх оселилося в прибережних районах, де вони займалися головним чином торгівлею. Згодом до них приєдналися й инші мусульманські купці з країн Близького та Середнього Сходу, а також з Індії. 
У колоніальний період португальці назвали усіх мусульман Цейлону маврами. Нині ж ланкійські маври зазвичай називають себе просто «мусульманами». 

## Мова
Для ланкійських маврів рідною мовою є тамільська, більшість володіє також сингальською та арабською мовами.

## Релігія
За віросповіданням ланкійські маври мусульмани-суніти шафіїтського мазгабу. Поширення ісламу на Цейлоні почалось у 8 століття.

## Традиційні господарські заняття
Незважаючи на відносну нечисленність, ланкійські маври відіграють значну роль в економіці країни. Велика частина населення займається торгівлею, підприємництвом і лихварством. Також поширене сільське господарство та рибальство. 

## Традиційна соціальна організація
Лінії сімейств ведуться по жіночій лінії як і в системах спорідненості південно-західного індійського штату Керала, лише управління вони ведуть за ісламськими законами.